# Глистогонные средства
Глистогонные средства, также противоглистные средства, антигельминтные средства (лат. anthelmintica vermifuga), — общее название лекарственных веществ, служащих для выведения гельминтов (глистов) из организма.
Противоглистные препараты делятся на три группы в зависимости от класса гельминтов, на которые воздействуют: для лечения нематодозов, цестодозов, трематодозов.
Широко используются альбендазол и мебендазол.

## Характеристика
Для лечения глистов, живущих в доступных полостях, в особенности в кишечнике, существует большое количество эффективных препаратов. Часто требуется проведение нескольких курсов лечения.
По механизму действия делятся на препараты, нарушающие метаболизм гельминтов и на препараты, вызывающие паралич их мускулатуры.
В тяжелых случаях, при заражении тканей и органов, например, мышц, мозга и глаз, может потребоваться хирургическое вмешательство.

## Глистогонные средства для животных
При лечении гельминтов у животных следует использовать различные препараты каждый сезон, соблюдать дозировки, избегать смешивания различных препаратов, не проводить лечение без необходимости. Нарушение этих рекомендаций может приводить к развитию устойчивости, особенно у круглых глистов копытных.
Значительное развитие противогельминтных средств для животных происходило в 1960—1970-е года.

## Список современных глистогонных медикаментозных средств
- Бензимидазолы
  - Албендазол
  - Мебендазол
  - Тиабендазол
  - Фенбендазол
  - Триклабендазол
  - Флубендазол

- Абамектин
- Диэтилкарбамазин
- Никлозамид
- Ивермектин
- Сурамин
- Пирантел
- Левамизол
- Празиквантел
- Октадепсипептиды (например, Эмодепсид)
- Аминоацетонитрил и производные (например, Монепантел)
- Спироиндолы (например, дерквантел)

### Рекомендации
В зависимости от вида гельминтов, препараты могут быть разными:
1. препараты, содержащие Мебендазол — применяют при энтеробиозе, аскаридозе, анкилостомозе, стронгилоидозе, трихоцефалезе, трихинеллёзе, тениозе, эхинококкозе, множественных нематодах, альвеококкозе, капилляриозе, гнатостомозе, смешанных гельминтозах.
2. препараты, содержащие Диэтилкарбамазин — средства для лечения различных видов филяриатозов, в том числе с поражением лимфатической системы, подкожной клетчатки и тканей глаза.
3. препараты, содержащие Левамизол — применяют при аскаридозе, анкилостомозе, некаторозе, стронгилоидозе, трихостронгилёзе, трихоцефалёзе, энтеробиозе, токсоплазмозе.
4. Бефения гидроксинафтоат — против круглых червей (нематод) — при аскаридозе, анкилостомозе, трихостронгилёзе; трихоцефалёзе.
5. Пиперазина адипинат (не убивает аскарид, а парализует их) — эффективен при аскаридозе и энтеробиозе.
6. препараты, содержащие Албендазол — наиболее эффективны при цистицеркозе и эхинококкозе.
7. препараты, содержащие Празиквантел — наиболее эффективны при трематодозах, цестодозах, парагонимозе, и шистосомозе.

Лечение глистов проводится по назначению врачей и под их наблюдением. Многие средства имеют противопоказания.